# Deutsch-Deutsche Rechts-Zeitschrift
Die Deutsch-Deutsche Rechts-Zeitschrift (DtZ) war eine Fachzeitschrift aus dem Verlag C.H.Beck. Sie beschäftigte sich vorwiegend mit Fragen, die sich aus der Wiedervereinigung Deutschlands ergaben.
Sie erschien von 1990 bis 1997 und wurde 1998 mit der Zeitschrift für Vermögens- und Immobilienrecht (VIZ) vereinigt.
Hanno Kühnert schrieb 1990 über die neu erschienene Zeitschrift:

„Bereits im April kam die Deutsch-Deutsche Rechts-Zeitschrift auf den gesamtdeutschen Markt – ein „Renner in der DDR“ wie die Pressereferentin Veronika Grabow erfreut versichert. Bisher sind bereits fünf Nummern erschienen. Da tauchen alle Probleme der Rechtsangleichung auf, formuliert von Fachleuten. Auch der umstrittene, zweimal ehemalige DDR-Justizminister Kurt Wünsche durfte hier schreiben („Zum Verlauf der Rechts- und Justizreform in der DDR“). Der Präsident des Bundesverwaltungsgerichts, Horst Sendler, denkt über die „Verwaltungsgerichtsbarkeit in der DDR“ nach: „Wie können wir helfen?“ Es sieht so aus, als würde diese (der NJW gratis beigelegte, für Einzelabonnenten nur zwölf Mark pro Quartal kostende) Zeitschrift das permanente Forum der rechtlichen DDR-Erneuerung. Sie legt speziell für ihre DDR-Leser einen „Informationsbogen zum Recht der Bundesrepublik“ mit Grundlageninformationen bei.“